# 大花酢浆草
大花酢浆草（学名：Oxalis bowiei）为酢浆草科酢浆草属下的一个种。

## 扩展阅读
維基物種上的相關：大花酢浆草